# Wielkopolska Unia Socjaldemokratyczna
Wielkopolska Unia Socjaldemokratyczna (WUS) – ugrupowanie polityczne, powstałe na początku 1990 w efekcie likwidacji i podziału środowiska Polskiej Zjednoczonej Partii Robotniczej.
Unia powstała w marcu 1990, początkowo jako regionalna organizacja Polskiej Unii Socjaldemokratycznej, podejmując działalność na terenie historycznej Wielkopolski: województw poznańskiego, leszczyńskiego i konińskiego. Z definicji PUS była federacją unii regionalnych, ale jedynie oddział wielkopolski uzyskał osobowość prawną. WUS została zarejestrowana przez sąd w styczniu 1991 PUS w tym samym roku się rozwiązała.
Członkowie partii występowali przeciwko tendencjom populistycznym, które pojawiły się w 1990 w polskiej polityce, podkreślali wagę czynnika menedżerskiego w zarządzaniu przedsiębiorstw. Występowali przeciwko upośledzeniom podatkowym i prawnym. Partia deklarowała dążenie do powstania w Polsce klasy średniej na wzór zachodnioeuropejski. W programie podkreślano świecki charakter państwa, neutralność światopoglądową i tolerancję. Partia była przeciwna zakazowi przerywania ciąży, a także wprowadzeniu religii do szkół. 
Przewodniczącym Unii był Michał Karoński, później zastąpiła go w tej roli Wiesława Ziółkowska, wśród jej znanych członków znaleźli się posłowie Andrzej Aumiller, Wiesława Ziółkowska, Marek Pol i Marek Król.
WUS funkcjonowała jeszcze przez kilka miesięcy po zaprzestaniu działalności przez Polską Unię Socjaldemokratyczną (lipiec 1991). W wyborach w 1991 uzyskała jeden mandat z utworzonego na jej bazie komitetu wyborczego „Wielkopolsce i Polsce”, który objęła Wiesława Ziółkowska. W 1992 WUS weszła w skład Unii Pracy.

## Źródła
- Barbara Biegajska, Vademecum polskich partii politycznych, Wydawnictwo Alfa, Warszawa 1993, s. 48